# Invenção da tradição

A tradição dos padrões de estampas tartã específicos de cada clã, que aparecem, por exemplo, em filmes ambientados na antiguidade, foi inventada no século XIX, tal como o kilt foi inventado por um inglês no século XVII.

A invenção da tradição é um conceito popularizado por Eric Hobsbawm e Terence Ranger que propõe que muitas tradições que parecem ou supostamente são antigas foram, na verdade, criadas recentemente, muitas vezes em resposta a uma nova situação ou a um momento de crise. Elas têm uma definição simbólica e tentam obter alguma veracidade de que vêm do passado. Podem ser usadas para compreender os usos ideológicos do passado e as utilizações políticas da memória e da comemoração. Para Hobsbawm, a identidade – cultural ou nacional – é construída e, logo, contingente.
Este fenómeno, embora válido a vários campos, é evidente e comum às nações e aos nacionalismos.

## Exemplos de tradições inventadas
A diferença entre uma tradição nova e uma tradição inventada é que esta última diz ter origens antigas. Nem sempre é feito de forma óbvia, podem ser invenções de pequena escala, adaptações de antigas tradições para novos propósitos ou sequências de antigas tradições. Para alguns autores, este fenómeno é particularmente claro no caso das nações e dos nacionalismos. A nação é uma invenção moderna e a maioria dos símbolos, ritos e tradições que hoje tendem a ser considerados muito antigos, foram na verdade criados entre 1870 e 1914, ao mesmo tempo em que as nações foram criadas.
Alguns exemplos são as artes marciais japonesas, o escotismo ou as tradições da maioria das principais religiões. Outro tipo de exemplo é o tradicional vestido de noiva branco, que virou moda desde que a rainha Vitória se casou com essa cor.
Todas as línguas nacionais padrão, ensinadas nas escolas como modelo de língua escrita e falada, são em grande parte produto de invenção, deixando de lado uma pequena elite que as falava. Hobsbawm dá como exemplo a língua flamenga ensinada nas escolas, o que não é o que as avós e mães de Flandres ensinam aos seus filhos.
A tradicional saia escocesa ou kilt foi criada no século XVIII por um empresário siderúrgico inglês, com seus padrões tradicionais típicos de cada clã, tradição ainda mais recente. A gaita escocesa também é um instrumento de incorporação moderna e surge após a união da Escócia com a Inglaterra.
Os trajes regionais, populares ou nacionais que conhecemos na Europa e que parecem muito antigos são um produto da invenção moderna. Assim, por exemplo, o traje dos flamengos não foi inventado até finais do século XIX e não se tornaria popular até 1929, quando foi comemorada a Exposição Universal de Barcelona e a Ibero-Americana de Sevilha
O hino nacional mais antigo do mundo não é muito antigo, é La Marseillaise, escrito em 1792. Outro dos hinos mais antigos do mundo é o argentino, que data de 1812-1813. Algumas composições que temos hoje como hinos nacionais eram originalmente canções populares, militares ou outras mais antigas, mas só receberiam o status de hino nacional em tempos mais recentes.
As bandeiras nacionais foram todas criadas nos últimos tempos, como adaptações de estandartes militares ou de insígnias marítimas de um reino ou de outro ou diretamente a partir de abordagens originais. No passado, as bandeiras tinham, em última análise, a única função de distinguir um lado do outro no campo de batalha, pelo que não tinham de forma alguma um carácter nacional, nem eram bandeiras no sentido actual da palavra. É com a invenção da nação na Idade Contemporânea, quando diferentes estados começam a reinterpretar e usar diferentes bandeiras de um reino ou de outro como bandeiras nacionais. As primeiras utilizações de bandeiras fora dos campos de batalha ocorreram em navios europeus, é o caso da bandeira espanhola ou da do Reino Unido, originalmente insígnias marítimas. Também foram nacionalizados símbolos dinásticos, como a bandeira da Catalunha, que originalmente representava o rei de Aragão e conde de Barcelona e em nenhum caso um território, significado que seria dado posteriormente. Outra forma de criar bandeiras é a partir de criações originais, como é o caso da Ikurriña basca, criada no final do século XIX e inspirada na bandeira do Reino Unido, na francesa, inspirada numa insígnia militar holandesa, que por sua vez constituiria também sua bandeira ou a da maioria das autonomias espanholas, que têm origem nos séculos XIX e XX ou originaram-se de modificações de modelos anteriores.
Todos os feriados nacionais e regionais, e muitas vezes a história que os acompanha, são uma invenção moderna. Por exemplo, todo dia 11 de setembro é comemorado o Dia da Catalunha. Um dos seus atos consiste na ida de uma delegação ao monumento a Rafael Casanova em Barcelona, onde são colocadas flores desde 1894. Como uma espécie de iniciador da luta pela independência da Catalunha e líder da resistência de Barcelona em 1714 contra as tropas espanholas, que acabariam por suprimir os seus direitos tradicionais e liberdades. No entanto, o que é considerado na história como uma guerra entre a Catalunha e a Espanha, foi na realidade uma guerra entre os Habsburgos da Áustria e da França, cada um deles procurando colocar um candidato ao trono na corte espanhola. Além disso, Rafael Casanova acreditava estar lutando "pela liberdade de toda a Espanha".
Diferentes estilos arquitetónicos como o neogótico, que se popularizou na Europa no século XIX, mas também outros como o neoromânico ou o neomudéjar, são tradições inventadas, popularizadas como resultado do nascimento das nações e do nacionalismo.

## Função social das tradições
As invenções das tradições respondem a alguma função social, principalmente a de estabelecer ou simbolizar a coesão social ou a propriedade a um grupo real ou fictício. Pode também querer dar legitimidade e fundamento às hierarquias sociais e às relações de autoridade, como o patriarcalismo ou o preconceito social, e em particular também a certas instituições, da nação ou do Estado. Finalmente, outro grupo de invenções são aquelas destinadas a incutir, socializar e naturalizar crenças, sistemas de valores e códigos de conduta convencionais.